# Oomorphus floridanus
Oomorphus floridanus är en skalbaggsart som beskrevs av Horn 1893. Oomorphus floridanus ingår i släktet Oomorphus och familjen bladbaggar. Inga underarter finns listade i Catalogue of Life.